# (14313) Dodaira
(14313) Dodaira ist ein Asteroid des Hauptgürtels, der am 22. Oktober 1976 von den japanischen Astronomen Hiroki Kōsai und Kiichirō Furukawa am Kiso-Observatorium (IAU-Code 381) in Kiso am Berg Ontake entdeckt wurde.
Der Asteroid wurde am 9. Januar 2001 nach dem Dodaira-Observatorium in der Präfektur Saitama benannt, das bis 2000 vom Tokyo Astronomical Observatory der Universität Tokio betrieben wurde.
Der Himmelskörper gehört zur Eos-Familie, einer Gruppe von Asteroiden, welche typischerweise große Halbachsen von 2,95 bis 3,1 AE aufweisen, nach innen begrenzt von der Kirkwoodlücke der 7:3-Resonanz mit Jupiter, sowie Bahnneigungen zwischen 8° und 12°. Die Gruppe ist nach dem Asteroiden (221) Eos benannt. Es wird vermutet, dass die Familie vor mehr als einer Milliarde Jahren durch eine Kollision entstanden ist.